# Hàm Ξ Harish-Chandra
Trong giải tích điều hòa, hàm Ξ Harish-Chandra là một hàm cầu đặc biệt trong nhóm Lie đơn giản một phần, được nghiên cứu bởi Harish-Chandra (1966, mục 16).
Harish-Chandra đã sử dụng hàm này để định nghĩa không gian Schwartz Harish-Chandra.
Wallach (1988, 4.5) đã đưa ra một mô tả chi tiết về các thuộc tính của Ξ.

## Định nghĩa
{\displaystyle \Xi (g)=\int _{K}a(kg)^{\rho }dk,}
trong đó:
- K là tập hợp con nhỏ gọn tối đa của nhóm Lie đơn giản một phần bằng cách phân rã Iwasawa G=NAK
- g là yếu tố của G
- ρ là vectơ Weyl
- a(g) là yếu tố a trong phân rã Iwasawa g=nak